# 瓦尔蒙托内
瓦尔蒙托内（義大利語：Valmontone），是意大利拉齐奥大区罗马首都广域市的一个市镇。总面积40.87平方公里，人口15130人，人口密度370.2人/平方公里（2009年）。ISTAT代码为058110。